# Oklepno bojevanje
Oklepno bojevanje je oblika bojevanja, pri katerem glavno vlogo igrajo oklepne enote, ki so opremljene z različnimi oklepnimi vozili, predvsem s tanki in težjimi oklepni transporterji in pehotnimi bojnimi vozili. Bojevanje, kjer imajo glavno vlogo le oklepni transporterji in pehotna bojna vozila, se imenuje mehanizirano bojevanje.
Oklepno bojevanje je mlajša oblika bojevanja, saj je bila prvič uporabljena med prvo svetovno vojno, kjer pa so bili tanki uporabljeni kot konjenica in tudi niso imeli večjega vpliva na razvoj dogodkov. Pomembnejšo vlogo so dobili med drugo svetovno vojno, ko je sprva Wehrmacht vključil oklepno bojevanje kot standardno obliko bojevanja znotraj doktrine bliskovite vojne. V nekaterih poznejših vojnah oz. oboroženih konfliktih je oklepno bojevanje imelo ključno vlogo, predvsem tam, kjer je teren dovoljeval množično uporabo oklepnih vozil; to so bile predvsem arabsko-izraelske vojne, zalivska vojna, iraška vojna,...